# Boloceroides mcmurrichi
Boloceroides mcmurrichi is een zeeanemonensoort uit de familie Boloceroididae.
Boloceroides mcmurrichi is voor het eerst wetenschappelijk beschreven door Kwietniewski in 1898.